# Daniel Goldhaber
Pour les articles homonymes, voir Goldhaber.
Daniel Goldhaber est un réalisateur, scénariste et producteur américain.
En 2018, il réalise Cam, un film d'horreur psychologique se déroulant dans le monde de la pornographie par webcam. En 2022, il co-écrit, réalise et produit le thriller Sabotage, basé sur le livre Comment saboter un pipeline d'Andreas Malm.

## Carrière
Goldhaber grandit dans une famille juive et fréquente l'université Harvard où il suit le programme de cinéma d'études visuelles et environnementales. Alors qu'il est étudiant, il écrit, produit et réalise le court métrage Bad Kid de 2013, qui est sélectionné comme court métrage du mois par Cinephilia and Beyond. Il a également travaillé comme assistant monteur sur Chasing Ice, le documentaire nommé aux Oscars sur l'Extreme Ice Survey (en). 
Le premier long métrage de Goldhaber est le film d'horreur de 2018 Cam, un film original Netflix produit par Blumhouse Productions, avec Madeline Brewer. The Guardian le qualifie d'« excellente exploration des personnages et de la projection en ligne » et le New York Times déclare qu'il « bouleversa le trope typique du thriller de la travailleuse du sexe en tant que victime impuissante ».
En 2022, il écrit, produit et réalise Sabotage , une adaptation de l'essai d'Andreas Malm Comment saboter un pipeline paru en 2021 chez Verso,. Le film a sa première en festival dans le cadre du programme Platform Prize (en) au Festival international du film de Toronto 2022, et sort en salles par Neon en 2023,. Il met en vedette Ariela Barer, Kristine Froseth, Lukas Gage, Forrest Goodluck, Sasha Lane, Jayme Lawson, Marcus Scribner, Jake Weary et Irene Bedard.

## Filmographie

### Film
- 2012 : The Summer (court métrage)
- 2013 : Bad Kid
- 2018 : Cam
- 2020 : In Sudden Darkness (court métrage)
- 2022 : Sabotage
- 2025 : Faces of Death

### Télévision
- 2020: 50 States of Fright (en) (réalisateur, scénariste). Épisode : « Rhum rouge (Colorado) » [12].